# Trichosanthes elmeri
Trichosanthes elmeri är en gurkväxtart som beskrevs av Elmer Drew Merrill. Trichosanthes elmeri ingår i släktet Trichosanthes och familjen gurkväxter. Inga underarter finns listade i Catalogue of Life.